# Selenops dilon
Selenops dilon là một loài nhện trong họ Selenopidae.
Loài này thuộc chi Selenops. Selenops dilon được J. A. Corronca miêu tả năm 2002.